# Euxoa solitaria
Euxoa solitaria là một loài bướm đêm trong họ Noctuidae.